# فيصل الزهراني
فيصل أحمد الزهراني (18 مايو 1986 -)، إعلامي سعودي معد ومقدم برامج إذاعية وتلفزيونية، قدّم أكثر من 300 فعالية، حصل على المركز (25) ضمن أقوى خمسين شخصية تأثيراً في مواقع التواصل الاجتماعي 

## حياته الخاصة
درس الإعلام في جامعة الملك عبد العزيز، يفخر بلقب (صوت الشباب) الذي يلقبه به الكثير من الشباب لمحبتهم له وقربه منهم.
كان انطوائياً وخجولاً في صغره بسبب وفاة والدته وهو في سن السادسة، بدء ينطلق ويكتب بجرأة في حصص التعبير، وأحب أن يعتمد على نفسه كثيراً، منذ ان كان في الخامسة عشرة من عمره بدأ يخرج من انطوائيته عن طريق العمل بجانب الدراسة، عمل في وظائف كثيرة منها (كاشير، بائع ملبوسات، بائع فطائر، محاسب، مسؤول موارد بشرية، سنترال) وغيرها من الأعمال التي صقلت شخصيته. .

## مشواره الإعلامي
بدأ مشواره الإعلامي عام 2010 في قناة الآن قدم خلالها برنامج ( شلتنا ) يدور محوره حول قضايا الشباب وطرق حلها وتقديم النصايح.
ثم انتقل من التلفزيون إلى الإذاعة وعمل في إذاعة ( Alif Alif FM ) مايقارب السنة قدم فيها برنامج: ( مشاوير )، ( قطايف ) «الرمضاني»، ( صباحك ألف )، انتقل إلى إذاعة ( Mix FM ) عمل بها لمدة سنتين قدم فيها ( في القهوة ) أول برنامج شبابي ترفيهي من نوعه على مستوى الإذاعات يدور حول المحادثات الرئيسية التي تحدث في أوساط الشباب داخل المقاهي وكيف يقضوا أوقات فراغهم فيها ومنصة لإظهار المواهب الجديدة، و ( سحورك في القهوة ) خلال شهر رمضان، وفي 28 أكتوبر 2013 أعلن استقالته منها
في 15 نوفمبر 2013 وقع عقداً رسمياً مع مجموعة قنوات إم بي سي ليعود للتقديم التلفزيوني من خلال برنامج (sub سكرايب)، برنامج شبابي مختلف هدفه خلق جيل خلاق من الشباب في الوطن العربي يعرض على قناة إم‌ بي‌ سي 1.
في مايو 2014 وقع مع اذاعة Panorama FM وقدم خلالها برنامج سواقه تايم، برنامج شبابي ترفيهي هادف، يستهدف فئة الشباب ومناقشة المواضيع اليومية المهمة في حياتهم، بالإضافة إلى تقديم فقرة (سوشل لايف) على شاشة MBC ضمن برنامج (صباح الخير يا عرب).
في 19 يوليو 2015 قدم أول حلقات برنامج (صباح العربية) على قناة العربية.
في نوفمبر 2017 إنتقل إلى تلفزيون دبي لتقديم برنامج "Th-insider" بنسخته العربية

## مشاركته كعضو لجنة تحكيم
في سبتمبر 2019 شارك في لجنة تحكيم برنامج المواهب (The Talent)، وهو البرنامج الأول في العالم العربي لاكتشاف أجمل المواهب والأصوات الغنائية عبر تكنولوجيا لغة العصر الحديث السوشيال ميديا

## أعماله
- أغنية (يامليكنا) للمليك عبد الله بن عبد العزيز آل سعود تم بثها في الإذاعة خلال فترة علاجه خارج المملكة العربية السعودية.
- أغنية (ميلاد الحلو، الحكي وياك، معطيني اشكل، ناقصني أنت)
- أغنية (عيدك ياوطن) بمناسبة اليوم الوطني (83) للمملكة العربية السعودية.
- مسلسل (إنتي طالق) على السعودية الأولى.
- فيلم (زومبا) أول فيلم سعودي مرعب.
- مسلسل خريف القلب.